# Výukový program

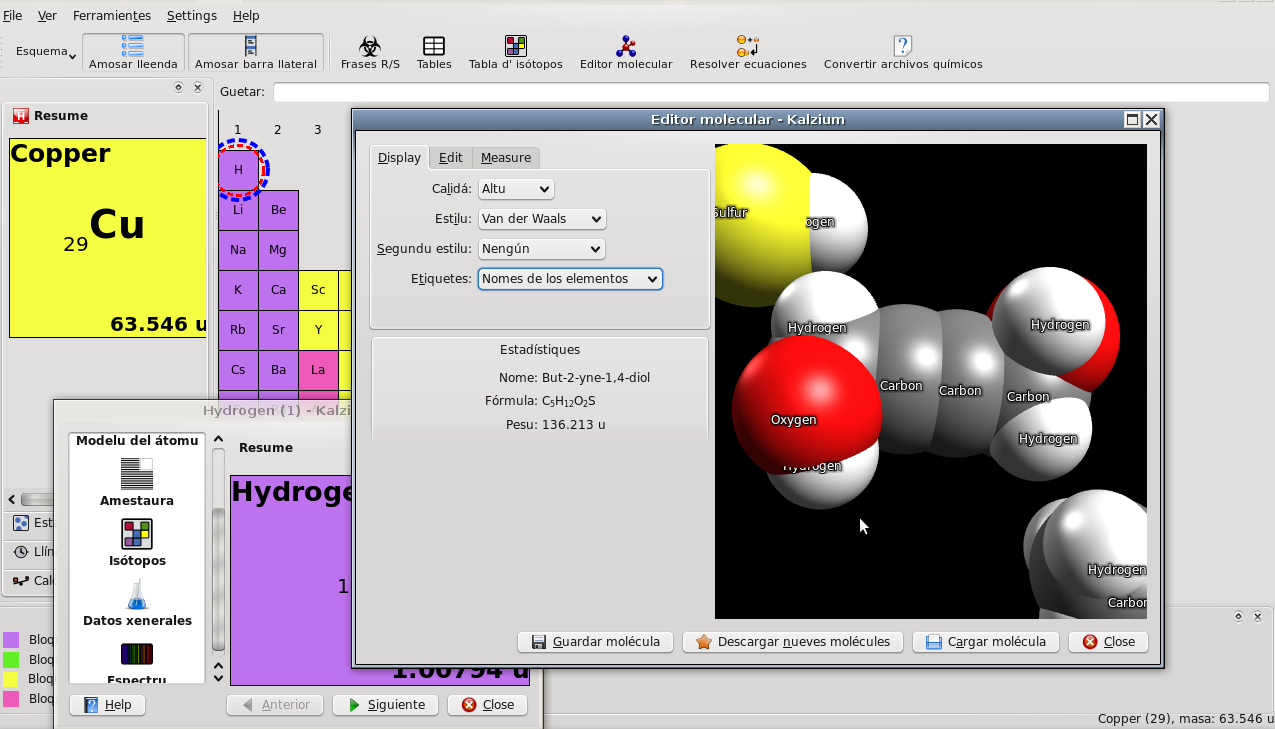
Kalzium, výukový program zaměřený na chemii

Výukovým programem označujeme konkrétní software, který je určen k výukovým účelům a je schopen plnit alespoň jednu z didaktických funkcí:
1. motivace,
2. expozice učiva,
3. upevnění osvojených vědomostí a dovedností,
4. kontrola získané úrovně vědomostí a dovedností.

Prostředí výukového programu by mělo být přehledné, názorné a učícímu se umožňovat jednoduchou orientaci. Mnohé výukové programy se dají využít přímo v prezenční výuce (ať už na žákovských počítačích nebo pro promítání pomocí dataprojektoru či s využitím interaktivní tabule) nebo slouží pro samostudium ve volném čase.
Nejmodernějším výukovým programem určeným přímo pro výuku ve školách jsou interaktivní učebnice.
Ve výuce bývají výužívány i nedidaktizované programy (MS Word, PowerPoint, Excel, grafické programy aj.), ty však nelze označit výukovými programy.